# Kråktjärnen, Gästrikland
Kråktjärnen är en sjö i Ockelbo kommun i Gästrikland och ingår i Testeboåns huvudavrinningsområde.